# Daniel Abraham Gebru
Daniel Abraham Gebru (* 11. Februar 1985) ist ein eritreisch-niederländischer Radsportler. Er bestreitet Rennen der Elite, aber wegen einer Behinderung seines rechten Beins auch Wettbewerbe der Paracycling-Klasse C5.

## Sportlicher Werdegang
Daniel Abraham Gebru wurde in seiner Kindheit nach einem Bruch des Knöchels falsch behandelt; seitdem hat er ein schwach ausgebildetes rechtes Bein. Er wurde in Eritrea geboren, wo Radsport durch die italienische Kolonialzeit besonders populär ist, und er wurde eritreischer Jugendmeister. Bei Ausbruch des Eritreisch-Äthiopischen Krieges lebte seine Familie in Äthiopien, und seine Eltern wurden verhaftet. Im Alter von 15 Jahren floh er im Jahr 2000 mit Hilfe von Nachbarn in die Niederlande, wo er ohne Reisepass und ohne Geld auf dem Flughafen ankam. Er wurde in einer Flüchtlingsunterkunft untergebracht, und weil er dort viel Zeit hatte, begann er, viel mit dem Fahrrad zu fahren. Später trat er einen örtlichen Radsportverein bei. Sein Vater starb im Gefängnis, seine Mutter sah er erst nach 13 Jahren wieder; beide hatten voneinander geglaubt, der andere sei tot. Besonders zu Beginn seiner Radsportlaufbahn wurde er mit rassistischen Bemerkungen bedacht, erhielt aber auch Unterstützung von anderen Fahrern. Inzwischen betreut er als Mentor junge eritreische Flüchtlinge, denen er den Stellenwert von Sport klarzumachen versucht.
Ab 2010 startete Gebru bei Radrennen. Im Jahr 2016 nahm er für die Niederlande an den Sommer-Paralympics teil. Er hatte nur eine Aufenthaltsgenehmigung, durfte aber als staatenloser Bürger für die Niederlande im Straßenrennen C4-5 antreten. Gegen Ende des Rennens lag er auf Platz drei, bis die beiden Führenden, der Australier Alistair Donohoe und der Ukrainer Jehor Dementjew stürzten, wodurch er sich den Sieg holen konnte. Anschließend wurde er zum Ritter des Ordens von Oranien-Nassau ernannt und 2017 in den Niederlanden eingebürgert. Im selben Jahr wurde er  Weltmeister im Einzelzeitfahren.
2017 und 2018 wurde Abraham Gebru bei Paracycling-Straßenweltmeisterschaften Weltmeister im  Einzelzeitfahren. 2018 belegte er zudem bei den Elite-Rennen Chrono Champenois und Duo Normand (mit Piotr Havik) jeweils den neunten Platz. Im Jahr darauf gewann der mit seinem Team BEAT Cycling das Mannschaftszeitfahren von Kreiz Breizh Elites.
Bei den Sommer-Paralympics 2020 in Tokio errang Abraham Gebru zwei Medaillen: Gold im Einzelzeitfahren sowie Bronze im Straßenrennen. Ebenfalls 2021 wurde er erneut  Weltmeister im Einzelzeitfahren.

## Ehrungen
2017 sowie 2022 wurde Daniel Abraham Gebru für die Wahl zum niederländischen Sportler des Jahres nominiert.

## Erfolge

### Paracycling

#### Straße
2016
- Paralympics-Sieger – Straßenrennen

2017
- Weltmeister – Einzelzeitfahren

2018
- Weltmeister – Einzelzeitfahren

2019
- Weltmeisterschaft – Einzelzeitfahren

2021
- Paralympics-Sieger – Einzelzeitfahren
- Paralympics – Straßenrennen
- Weltmeister – Einzelzeitfahren

2022
- Europameisterschaft – Einzelzeitfahren

2023
- Europameisterschaft – Einzelzeitfahren

#### Bahn
2018
- Weltmeisterschaft – Einerverfolgung, Scratch

2019
- Weltmeisterschaft – Einerverfolgung, Scratch

2020
- Weltmeisterschaft – Scratch

2023
- Weltmeister – Scratch

### Elite
2019
- eine Etappe Kreiz Breizh Elites (Mannschaftszeitfahren)